# Piero Guerrera
Piero Guerrera (Palmi, 5 giugno 1962) è uno scrittore, autore televisivo e sceneggiatore italiano.

## Biografia
Autore e sceneggiatore, da anni presente nel panorama della comicità e dello spettacolo italiano, Piero Guerrera inizia come musicista, componendo per il teatro e per la TV, mentre per il cinema firma insieme a Luca Testoni la colonna sonora del film di Lucio Pellegrini E allora mambo!
In questo periodo scrive ed esegue musiche dal vivo per Vito, Malandrino e Veronica, Enzo Iachetti, Enrico Bertolino, Antonio Albanese e dalla lunga collaborazione come musicista con quest'ultimo, alla fine degli anni Novanta, prende il via la sua carriera d'autore. Affianca Antonio Albanese nella scrittura di molte delle sue performance televisive e teatrali, iniziando così un percorso che lo porterà a collaborare con molti protagonisti del panorama televisivo e teatrale italiano.
È autore di programmi TV come Superciro, 
Bulldozer, Glob - L'osceno del villaggio, Zelig e con Enrico Bertolino collabora, anche, alla stesura di alcuni dei suoi spettacoli teatrali. Scrive per il mago Forest (Mai dire Domenica, Mai Dire Lunedì e Mai Dire Martedì), è autore di Maurizio Crozza e del suo varietà Crozza Italia, delle prime tre edizioni di Buona la prima con Ale e Franz e dello show Victor Victoria con Victoria Cabello, la cui collaborazione è proseguita anche in Quelli che il Calcio su Rai 2. Inoltre, firma la prima edizione di G'Day con Geppi Cucciari e quella di Scherzi a Parte con Luca e Paolo.
È coautore dello spettacolo teatrale Mi scappa da ridere di Michelle Hunziker e ha collaborato con artisti come Adolfo Margiotta, Marco Marzocca, Vito e tanti altri. È anche sceneggiatore della sit-com Piloti. Il tutto senza mai abbandonare la collaborazione con Antonio Albanese, al quale è legato da un rapporto umano e artistico del tutto speciale. Per lui è stato autore del programma Non c'è problema, ha scritto i monologhi per Mai Dire Lunedì e Mai Dire Martedì e ha firmato dal 2007 tutti gli sketch per lo show di Fabio Fazio Che tempo che fa.
Con lo stesso Albanese ha pubblicato nel 2005 il libro Cchiù pilu pe' tutti, edito da Einaudi. È coautore degli spettacoli teatrali Psicoparty e Personaggi. Sempre con Antonio Albanese, è autore del soggetto e della sceneggiatura del film Qualunquemente, regia di Giulio Manfredonia, uscito nelle sale il 21 gennaio 2011, per il quale e stato anche candidato ai premi David di Donatello per la Migliore canzone originale, e della pellicola Tutto Tutto Niente Niente, in cartellone dal 13 dicembre 2012.
Ha collaborato alla sceneggiatura di Aspirante Vedovo con Luciana Littizzetto e Fabio de Luigi.
Con Alessandro Cattelan ha ideato il programma E poi c'è Cattelan in onda su Sky Uno, del quale è stato capo progetto per le prime tre edizioni, e ha collaborato con Laura Pausini in occasione della serata evento Stasera Laura: ho creduto in un sogno (Rai 1), per la quale è stato anche autore di uno spazio pomeridiano presentato da Pippo Baudo. 
È uno degli autori degli spettacoli teatrali L'Ora del Rosario di Fiorello e Performance di Virginia Raffaele.
Nella stagione 2016/17 è stato autore capoprogetto de Le parole della settimana di Massimo Gramellini, mentre dall'autunno 2016 è autore di Che tempo che fa di Fabio Fazio.
Il 21 novembre 2019 è nelle sale con Cetto c'è, senzadubbiamente, di cui è autore del soggetto e della sceneggiatura insieme ad Antonio Albanese. Per lo stesso film ha scritto le canzoni originali "Bum bum bum", "Il vero amore" e "Io sono il re".
Autore di tre edizioni di Un'ora sola vi vorrei di Enrico Brignano (2020-2021). 
È autore della serata evento Binario 21 con Fabio Fazio e la Senatrice a vita Liliana Segre, proposta da Rai 1 il 27 gennaio 2023 in occasione della ricorrenza internazionale del Giorno della Memoria.

## Cinema

### Sceneggiatore
- Qualunquemente, regia di Giulio Manfredonia (2011)
- Tutto Tutto Niente Niente, regia di Giulio Manfredonia (2012)
- Aspirante Vedovo, regia di Massimo Venier (2013)
- Cetto c'è, senzadubbiamente, regia di Giulio Manfredonia (2019)
- Cento domeniche[27], regia di Antonio Albanese (2023)

## Televisione

### Autore di varietà e programmi di approfondimento
- Non c'è problema (Rai 3, 2003)
- Bulldozer (Rai 2, 2003-2005)
- Superciro (Italia 1, 2004)
- Mai dire Domenica (Italia 1, 2004)
- Mai Dire Lunedì (Italia 1, 2005)
- Glob - L'osceno del villaggio (Rai 3, 2005-2007)
- Crozza Italia (La 7, 2006-2008)
- Che tempo che fa (Rai 1, Rai 2, Rai 3, NOVE, 2007 e dal 2016)
- Mai Dire Martedì (Italia 1, 2007-2008)
- Buona la prima (Italia 1, 2007-2009)
- Che tempo che fa - Speciali (Rai 3, 2008-2009)
- Mai Dire Grande Fratello (Italia 1 e Canale 5, 2009)
- Victor Victoria (La 7, 2009-2010)
- G'Day (La 7, 2011)
- Quelli che il Calcio (Rai 2, 2011-2013)
- Scherzi a Parte (Canale 5, 2012)
- Telethon (Rai 1, 2013)
- Zelig (Canale 5, 2014)
- Stasera Laura: ho creduto in un sogno (Rai 1, 20 maggio 2014)
- E poi c'è Cattelan (Sky Uno, 2014-2016) - ideatore e capoprogetto
- David di Donatello 2016 (Sky Uno, 2016) - ideatore e capoprogetto
- Le parole della settimana (Rai 3, 2016-2017) - capoprogetto
- Che fuori tempo che fa (Rai 1, 2017-2019)
- Un'ora sola vi vorrei (Rai 2, 2020-2021)
- Binario 21 (Rai 1, 27 gennaio 2023)

### Autore di fiction
- Piloti (Rai 2, 2007-2011)

## Teatro

### Coautore
- Voti a perdere di Enrico Bertolino, regia di Gabriele Vacis (2004)
- Psicoparty di Antonio Albanese (2005)
- Mi scappa da ridere di Michelle Hunziker (2010)
- Personaggi di Antonio Albanese e Michele Serra, regia di Giampiero Solari (2011)
- Performance di Virginia Raffaele, regia di Giampiero Solari (2015)
- L'Ora del Rosario di Fiorello (2015-2016)

## Radio

### Coautore
- Vaniglia con Enrico Bertolino (Rai Radio 2, 2004)

## Libri
- Cchiù pilu pe' tutti, con Antonio Albanese, Einaudi, 2005, ISBN 978-88-06-20825-7.

## Riconoscimenti
- David di Donatello
  - 2011 – Candidatura per la Migliore canzone originale per Qualunquemente